# Косичино (залізничний роз'їзд, Людиновський район)
Косичино (рос. Косичино) — залізнична станція в Людиновському районі Калузької області Російської Федерації.
Населення становить 5 осіб. Входить до складу муніципального утворення Село Зарєчний.

## Історія
Від 2004 року входить до складу муніципального утворення Село Зарєчний.

## Населення
| 2002 | 2010 |
| ---- | ---- |
| 6    | ↘5   |